# Ginés Meléndez
Pour les articles homonymes, voir Meléndez.
Ginés Meléndez Sotos (né le 22 mars 1950 à Los Chospes, Robledo, en Castille-La Manche) est un joueur de football espagnol, devenu ensuite entraîneur.

## Palmarès
| Espagne -19 ans - Euro -19 ans (2) : - Vainqueur : 2006 et 2011. |  | Espagne -17 ans - Euro -17 ans : - Finaliste : 2010. |